# Aryl
I organisk kemi er en aryl enhver funktionel gruppe eller substituent som er afledt af en aromatisk ring, dette være sig phenyl, naphthyl, thienyl, indolyl, osv. (se IUPAC nomenklature). "Aryl" anvendes af hensyn til forkortelse eller generalisering, og "Ar" bruges som pladsholder for arylgruppen i kemiske strukturdiagrammer.
En simpel arylgruppe er phenyl, C6H5; som stammer fra benzen. Tolylgruppen, CH3C6H4, dannes fra toluen (methylbenzen). Xylylgruppen, (CH3)2C6H3, afledes fra xylen (dimethylbenzen), mens naphthylgruppen, C10H7, er dannet fra naphthalen.
Arylation er den kemiske proces hvor en arylgruppe bliver sat sammen med et substrat.